# Junglekamzwaluw
De junglekamzwaluw (Psalidoprocne nitens) is een zangvogel uit de familie Hirundinidae (zwaluwen).

## Verspreiding en leefgebied
Deze soort komt voor in westelijk en centraal Afrika en telt twee ondersoorten:
- P. n. nitens: van Guinee tot centraal Congo-Kinshasa en noordwestelijk Angola.
- P. n. centralis: noordoostelijk Congo-Kinshasa.

## Status
De grootte van de populatie is niet gekwantificeerd maar de soort wordt omschreven als op veel plaatsen schaars tot zeldzaam maar plaatselijk soms algemeen. Op de Rode lijst van de IUCN heeft deze soort de status niet bedreigd.